# Ротативний двигун

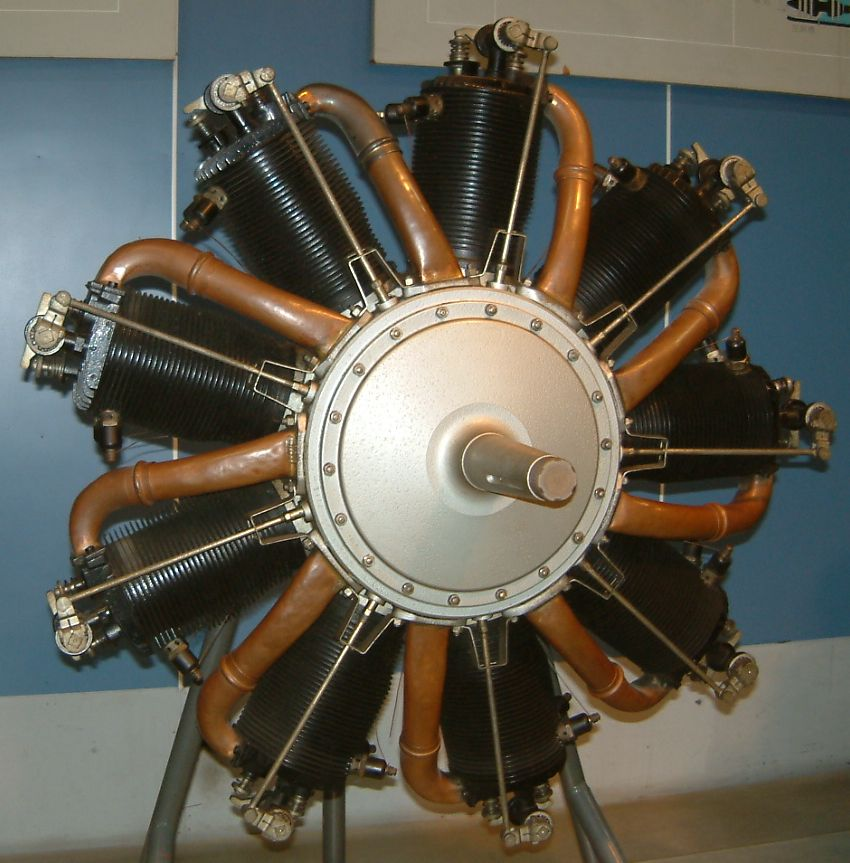
Ротативний двигун Le Rhône 9C (Рон) часів Першої світової війни, потужністю 80 кінських сил з літака Nieuport 24C1

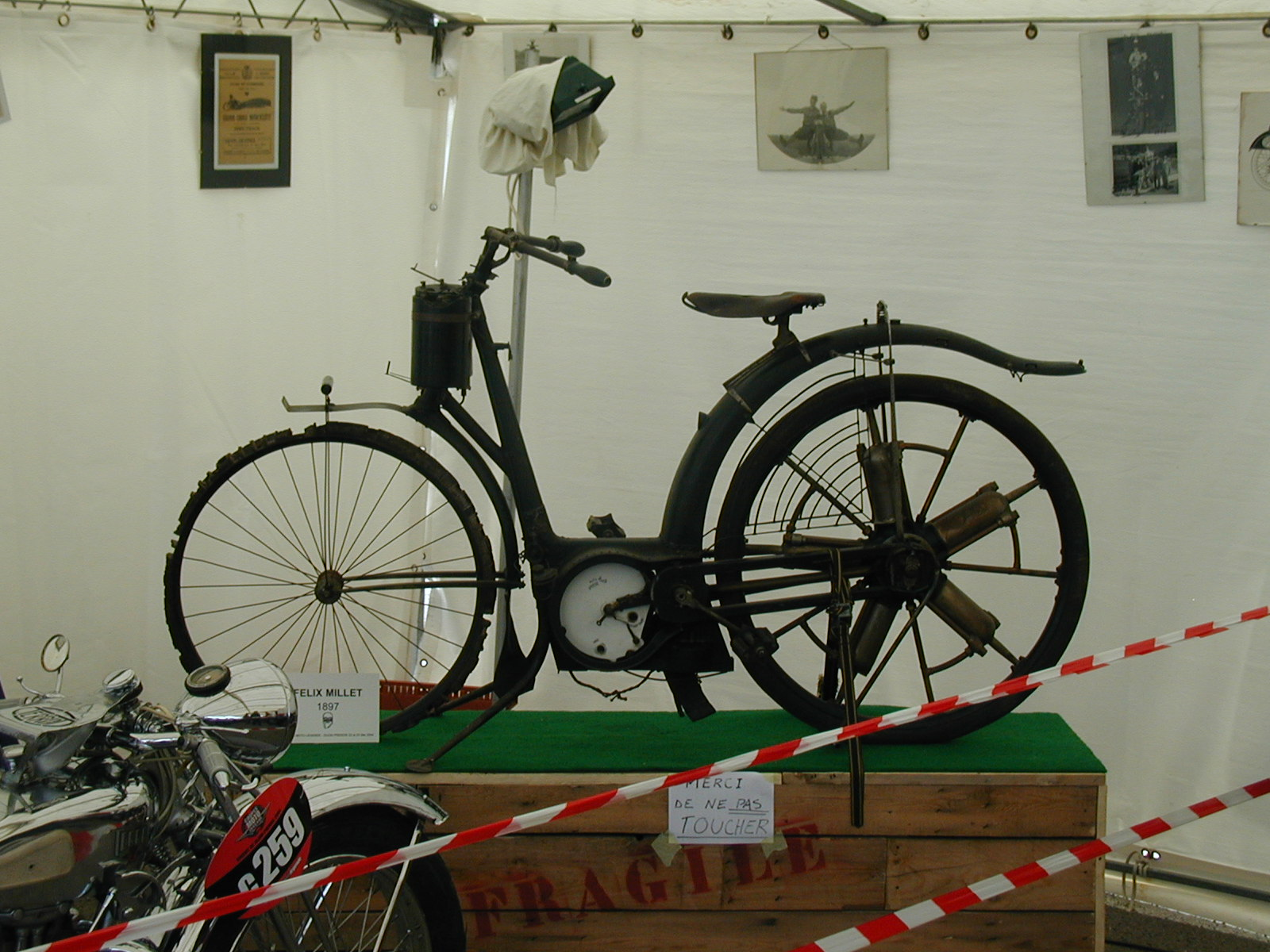
Ротативний двигун Ф.Міллета на мотоциклі (1897)

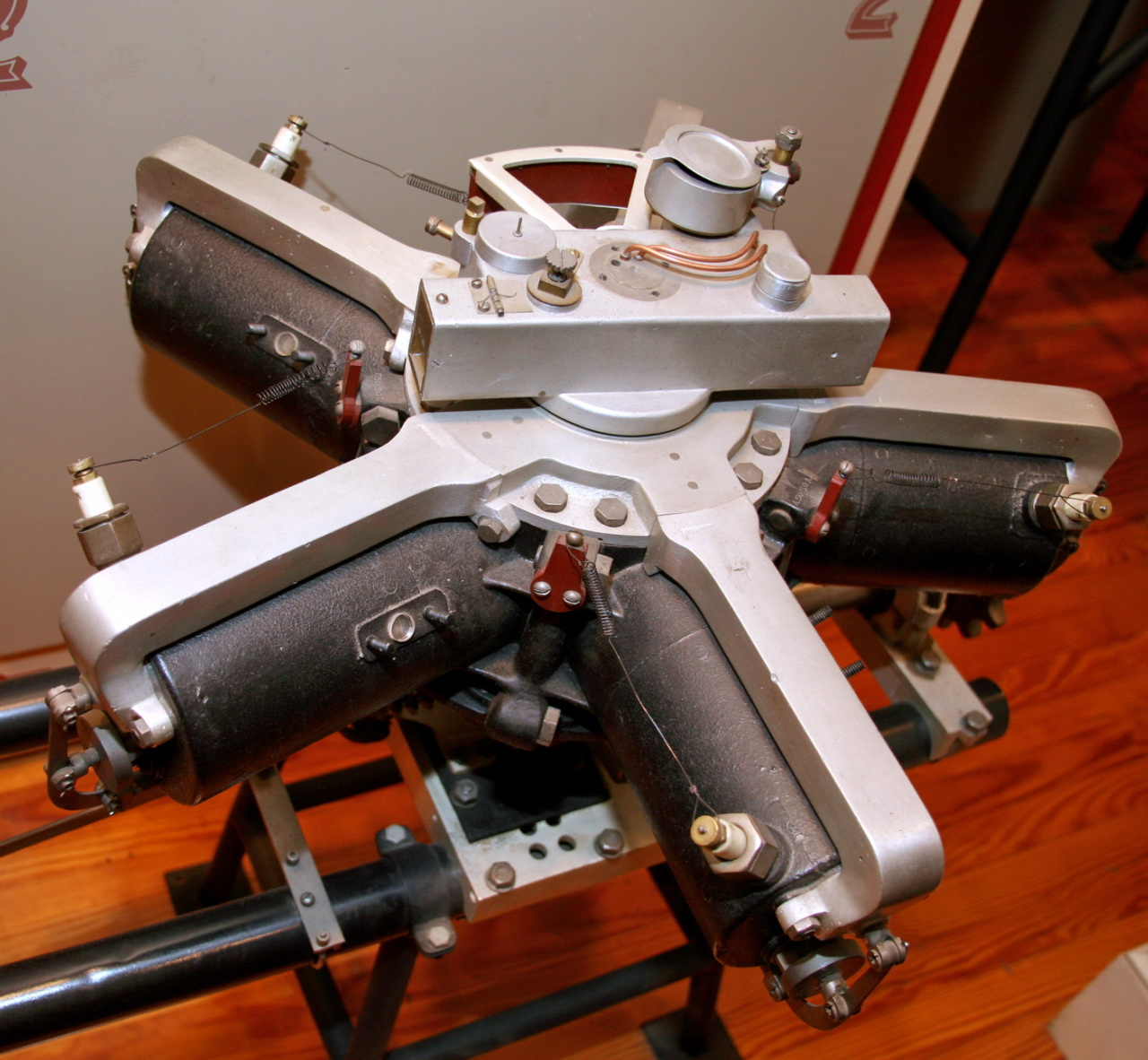
Модифікований (1907) двигун Адамса Фарвелла для оснащення експериментального гелікоптера проекту Еміля Берлінера

.
Ротати́вний двигу́н (англ. rotary engine) — зіркоподібний двигун повітряного охолодження, робота якого базується на обертанні циліндрів (зазвичай у непарній кількості) разом з картером та повітряним гвинтом навколо нерухомого колінчастого вала, закріпленого на моторній рамі.
Конструктивно двигун мав вигляд зірки з непарною кількість циліндрів (зазвичай 7 або 9) та послідовним запалюванням у кожному з циліндрів для забезпечення плавності роботи.

## Історична довідка

### Поява ротативних двигунів
Першим патент на ротативний двигун отримав французький винахідник Фелікс Мілле (фр. Félix Millet), у 1888 році. Тоді цей двигун встановили на мотоцикл і демонстрували на Всесвітній виставці у Парижі у 1889 році. При 180 об/хв двигун розвивав потужність у 2 к. с.
Згодом двигуни Ф. Мілле ставились на автомобілі, один з яких брав участь у перших в світі автомобільних перегонах Париж-Бордо-Париж у 1895 році, а з 1900 року цими двигунами оснащували автомобілі французької фірми «Darracq».
Лоуренс Харгрейв (англ. Lawrence Hargrave) був першим, хто модернізував роторний двигун в 1889 році забезпеченням подачі повітря під тиском, маючи намір використовувати його для здійснення активного польоту. Надмірна маса деталей та відсутність якісної механічної обробки завадили йому створити ефективний двигун.
З подальшим розвитком авіації винахідники почали шукати застосування ротативним двигунам і там. Першим у цьому плані був колишній годинникар з Нью-Йорка Стівен Бальцер (англ. Stephen Balzer), котрий створив у 1896 році ротативний двигун власної конструкції, яку планувалось застосувати у проекті С. Ленглі «Аеродром». Після невдач з проектом інженер Чарльз Манлі (англ. Charles M. Manly) на основі конструкції двигуна Бальцера створив перший в історії (1901) статичний радіальний двигун, відомий під назвою «двигун Манлі-Бальцера» (англ. Manly-Balzer engine), потужністю 52 к.с. при 950 об/хв з рекордним на той час співвідношенням потужності до маси (0,63 кВт/кг) і призначений саме для аероплана.
Відома компанія De Dion-Bouton у 1899 році виготовила експериментальний чотирициліндровий ротативний двигун. Хоча він призначався для використання в авіації, його не було встановлено на жодному з літальних апаратів.
Практично у цей же час працював американський інженер Адамс Фарвелл (англ. Adams Farwell), який виготовляв з 1898 до 1912 року у своїй компанії Adams Company автомобілі з три- (25 к.с.) та п'ятициліндровими (45-50 к.с.) ротативними двигунами.

### Двигуни «Gnome»

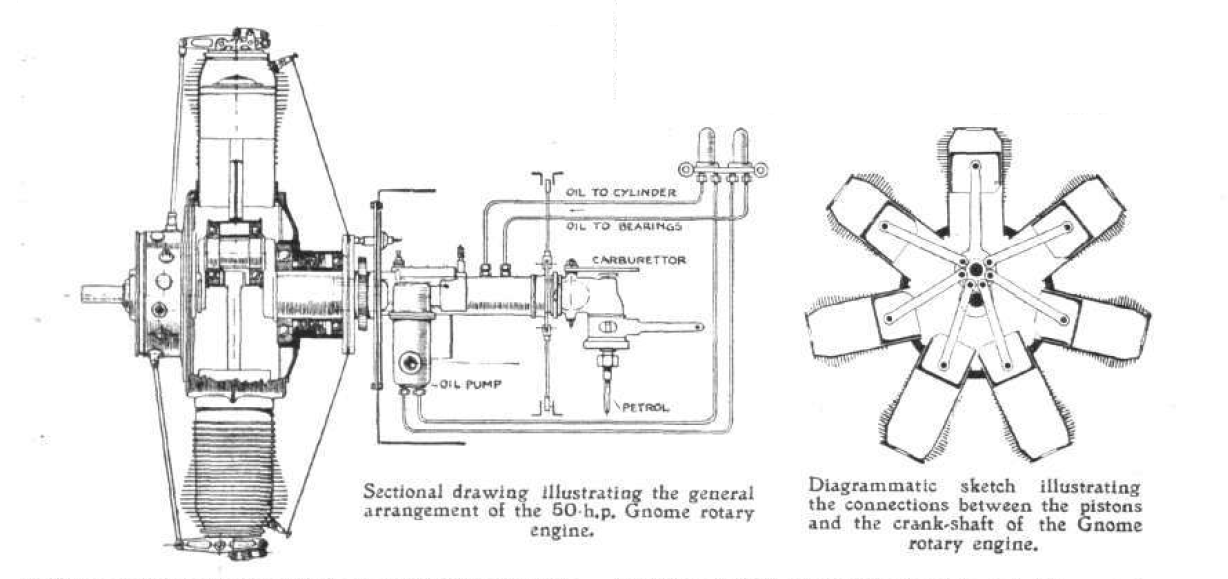
Кресленик двигуна «Gnome» у розрізі

Двигун «Gnome» — це результат роботи трьох братів Сегенів (фр. Seguin): Луї, Лорана і Августина, талановитих інженерів, онуків відомого французького винахідника Марка Сегена. У 1906 році старший брат Луї створив фірму «Société des Moteurs Gnome» для виробництва одноциліндрових двигунів «Gnom» (4 к.с.) промислового використання за ліцензією німецької компанії «Motorenfabrik Oberursel A.G», яка у свою чергу згодом випускала за ліцензією двигуни «Gnome» для повітряних сил Німеччини під час Першої світової війни.
До Луї приєднався його брат Лоран, який розробив роторний двигун спеціально для літака, використовуючи циліндри двигуна «Gnom». Перший експериментальний двигун братів мав 5 циліндрів і розвивав потужність 34 к.с., і скоріше за все був стаціонарним, а не ротативним, хоча якихось документальних свідчень про нього не збереглося. Але у подальшому з міркувань покращення охолодження брати перейшли до ротативної 7-циліндрової конструкції (50 к.с., 1200 об/хв), яка стала першим у світі серійним ротативним двигуном. Двигун «Gnome Omega» демонструвався у 1908 році на Паризькому автомобільному шоу. Перший екземпляр цього двигуна існує досі, і перебуває у колекції Національного музею авіації і космонавтики США. Брати Сегени використали найміцніший на той час нікелевий сплав, що дало можливість зменшити вагу деталей, механічну обробку яких проводили на найкращих металообробних верстатах. Товщина стінки циліндра була всього 1,5 мм, а шатуни мали глибокі осьові заглибини, що дозволило забезпечити досить високе відношення потужності до маси двигуна (0,49 кВт/кг).
У наступні два роки двигуни «Gnome» добре зарекомендували себе у декількох авіаційних змаганнях і до початку Першої світової війни їх було вироблено аж до 4000 штук. Двигуни також випускались у дворядній версії (100 к.с., «Double Omega»), однорядному виконанні з більшим робочим об'ємом (70 к.с., «Gnome Lambda») та, відповідно, у дворядному виконанні (160 к.с., «Double Lambda»). За тогочасними стандартами «Gnome» належав до відносно тихохідних двигунів і став першим двигуном, що мав наробіток 10 годин між капітальними ремонтами.
У двигунах «Gnome» у модифікаціях «Omega», «Lambda» і «Delta» використовувався унікальний механізм клапанів для того, щоб уникнути використання тяг та інших складних пристроїв, характерних для механізмів газорозподілу традиційних двигунів. Один випускний клапан на головці циліндра приводився у рух штовхачем, який відкривав клапан, коли тиск спадає в кінці робочого ходу. Інший самодійний впускний клапан поміщений в центрі поршня, де він відкривався перепадом тиску, щоб забезпечити забір паливо-повітряної суміші з центрального картера двигуна та заповнення нею порожнини циліндра над поршнем.

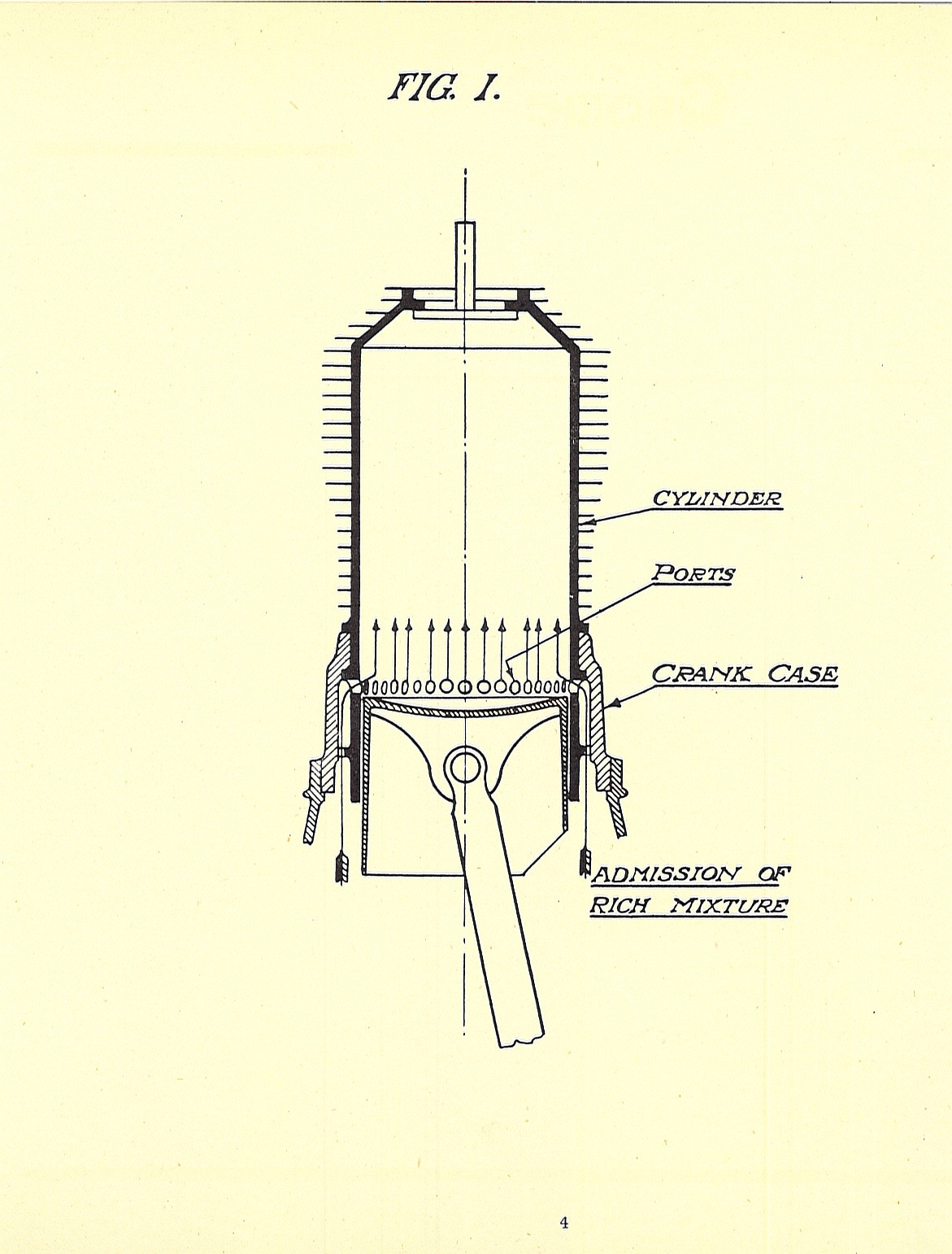
Розріз циліндра двигуна серії «Monosoupape»

### На вершині популярності
У 1913 році брати Сегени представили нову конструкцію двигуна серії «Monosoupape» (одноклапанний), у якій було замінено впускний клапан у поршні отворами (англ. ports на рисунку) у стінках циліндра, що відкривались при опусканні поршня до нижньої мертвої точки і через які надходило паливо (аналогічно як у двотактних двигунів внутрішнього згорання). А єдиний клапан, розташований у головці циліндра, одночасно виконував функцію випускного клапана і клапана забору повітря залежно від фази роботи циліндра. Частота обертання двигуна контролювалася зміною часу і ступеня відкриття клапанів за допомогою важелів, що діяли на роликовий штовхач клапана, від цієї системи згодом відмовилися на користь верхнього розташування клапанів. Маса двигуна стала меншою ніж попередніх двоклапанних конструкцій, зменшилась і витрата оливи. 100-сильний Monosoupape мав 9 циліндрів, і забезпечував свою номінальну потужність при 1200 об/хв. . Згодом дев'яти циліндровий «Gnome 9N» розвивав потужність 160 к.с. і це був останній двигун виконаний за схемою «Monosoupape». Основним недоліком цих двигунів була відсутність засобів керування частотою обертання, через що вони працювали завжди на робочій (номінальній) частоті обертання.

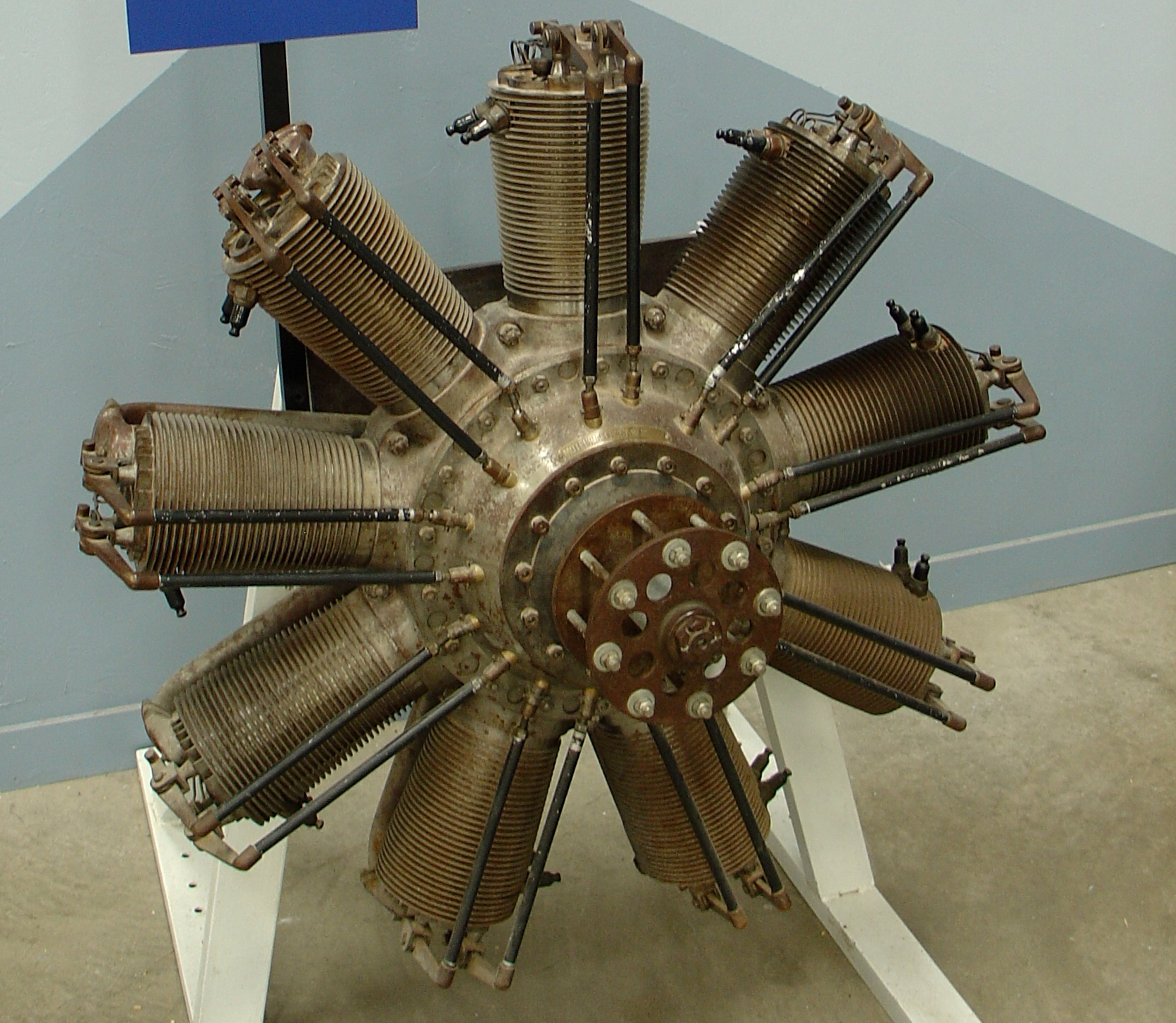
Ротативний двигун марки «Clerget 9B»

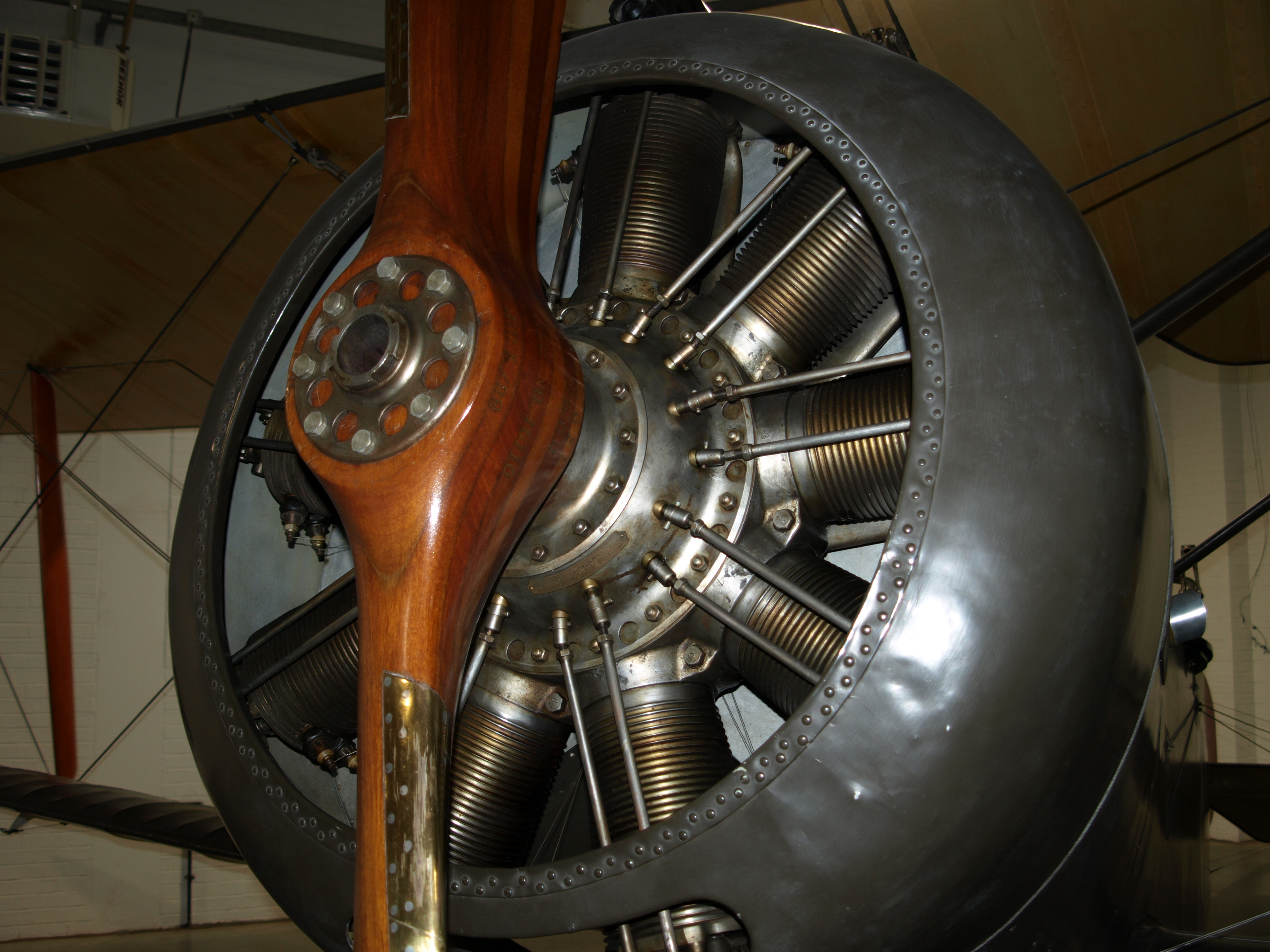
Двигун Clerget 9B на літаку Sopwith 1 1/2 Strutter

Ротативні двигуни, що вироблялись компаніями «Société des Moteurs Le Rhône» (заснована у 1910 році) та «Société Clerget-Blin et Cie» (заснована у 1913 році) мали традиційне вирішення механізму газорозподілу у головці циліндра, але використовували аналогічний до «Gnome» принцип подачі палива через колінчастий вал. У конструкції «Le Rhônes» для подачі порції пального в циліндр використовувались розташовані зовні мідні патрубки, що сполучали картер з верхньою частиною кожного циліндра.
На відміну від двигуна «Gnome» двигун від «Le Rhônes» мав керовані впускні клапани, сталевий циліндр з чавунними гільзами та сталеві поршневі кільця, замість латунних обтюраторів використовувався голчастий карбюратор. Все це збільшувало його надійність та економічність. Спочатку цей двигун («Le Rhône 9C») розвивав потужність 80 к. с., мав масу 111 кг, але після того як було збільшено розмір циліндрів та уведено алюмінієві поршні (модель «Le Rhône 9J»), частота обертання зросла до 1280 об/хв., потужність зросла до 110 к. с., а маса — до 147 кг. Двигун витрачав близько 270 г/(к. с. год) палива та 60 г/(к.с. год) масла.
Фірми «Le Rhône» та «Gnome» на початках були конкурентами, але потім об'єднались і з 1915 року працювали під назвою «Société des Moteurs Gnome et Rhône». Двигун «Le Rhône 9J» був, уже спільним продуктом.
80-сильний семициліндровий «Gnome» був фактично стандартом до початку Першої світової війни та знайшов застосування у великому числі авіаційних проектів. Багато компаній випускали такі двигуни по ліцензії. Німецька фірма «Motorenfabrik Oberursel» випускала ротативні двигуни серій «U» (аналог «Gnome») та «UR» (аналог «Le Rhône»). У Великій Британії компанія «Walter Owen Bentley» виробляли ротативні двигуни моделей «Bentley BR.1» та «Bentley BR.2» для винищувачів «Sopwith Camel» та «Sopwith 7F.1 Snipe» відповідно.
Ротативні двигуни знайшли широке застосування в авіації у часи Першої світової війни та Громадянської війни у Росії. Протягом цих воєн ротативні двигуни мали перевагу за потужністю на одиницю маси над двигунами водяного охолодження, тому у винищувачах та літаках-розвідниках переважно використовувались саме вони.

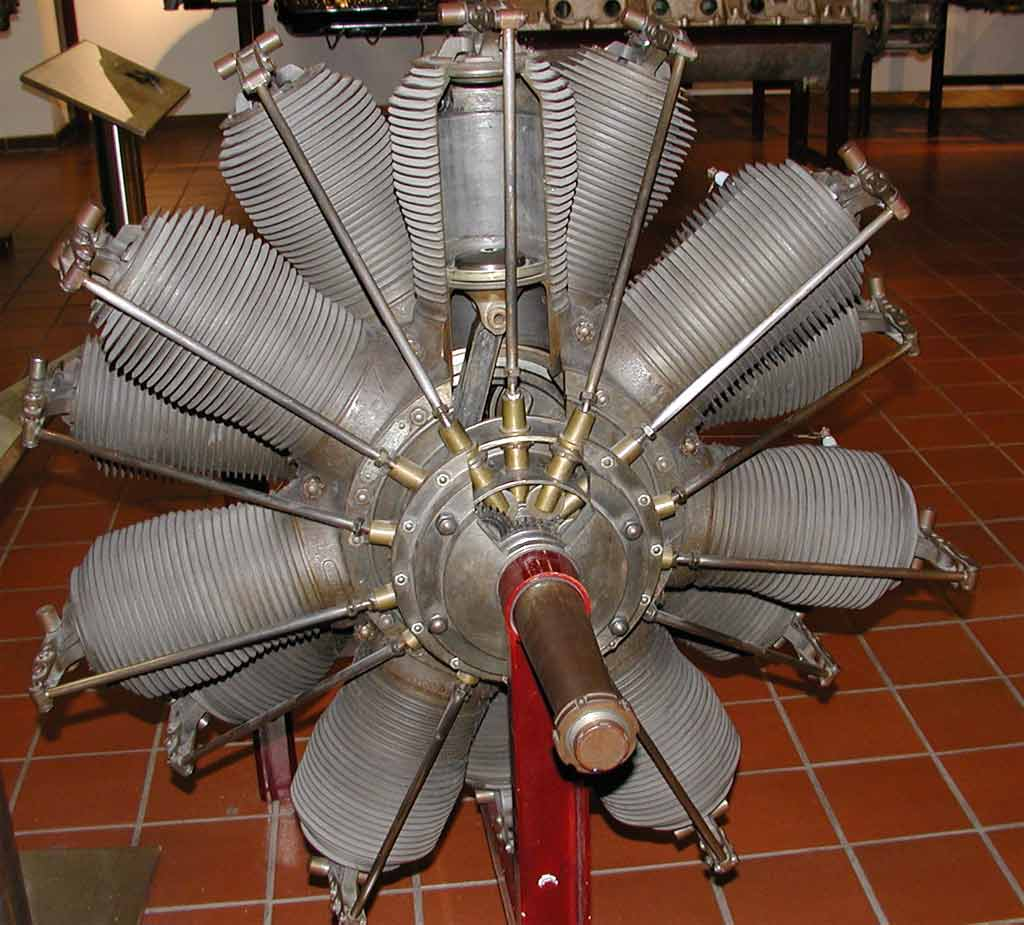
Німецький двигун «Oberursel U.III» компанії «Motorenfabrik Oberursel», аналог «Double Lambda» у музейній експозиції

## Переваги ротативних двигунів
- мала маса — через відсутність колінчастого вала відпадає потреба у масивному маховому колесі, функцію якого беруть на себе циліндри, що рухаються по колу;
- зрівноваженість, відпадає потреба у противагах, що мають місце на рухомих колінчастих валах;
- велика питома потужність;
- покращене охолодження — двигун з масивними обертовими блоками забезпечував достатній рух повітря, достатній для власного охолодження навіть на зупиненому літаку.

## Недоліки ротативних двигунів
До недоліків ротативних двигунів зразка 1910 року належали:
- обмеження зростання частоти обертання (не перевищувала 1200 об/хв), крутного моменту і потужності, що не перевищувала 100–130 к.с[8] (для двигунів з повітряним охолодженням). Цьому заважали:
  - перегрівання двигуна;
  - конструктивні складнощі збільшення кількості і розміру циліндрів;
  - зростання навантаження від відцентрових сил та гіроскопічного моменту на картер при зростанні частоти обертання двигуна чи компонуванні другого ряду циліндрів;
  - значні втрати потужності на обертання ребристих циліндрів;
  - гіроскопічний ефект, який ускладнював маневрування літака;
- велика складність або неможливість регулювання обертів двигуна;
- велика витрата масла, що пов'язане із складністю відпомповування оливи з обертового картера[8].

Німецькою фірмою Siemens AG було зроблено спробу обійти проблему обмеження частоти обертання. Було створено 11-цілиндровий двигун (марка «Siemens-Halske Sh.III» для винищувача «Siemens-Schuckert D.IV») так званої біротативної системи. У ньому блок циліндрів обертався в один бік з частотою 900 об/хв, а вал (раніше нерухомий) в інший з тією ж частотою. Сумарна відносна частота становила 1800 об/хв, що дозволило досягти потужності 170 к.с. Але це рішення мало вплинуло на долю ротативних двигунів, популярність яких падала.
Згадані проблеми з ротативних двигунами призвели до того, що до кінця Першої світової війни популярнішими стали двигуни з водяним охолодженням, котрі хоч і не перемогли ротативних за питомою масою, але за потужністю перевершили їх у декілька разів. Іншою альтернативою стали зіркоподібні (радіальні) поршневі двигуни повітряного охолодження.

## Приклади застосування
- Morane-Saulnier L (Франція)
- Авро 504 (Велика Британія)
- Sopwith 1 1/2 Strutter (Велика Британія)
- Fokker E.I (Німеччина)